# Haksan-myeon, Yeongam-gun
Haksan-myeon (koreanska: 학산면) är en socken i kommunen Yeongam-gun i provinsen Södra Jeolla i den sydvästra delen av Sydkorea, 320 km söder om huvudstaden Seoul.